# Gongyang Wang
König Gongyang Wang (공양왕, 1349–1394) war von 1389 bis 1392 der 34. und letzte Herrscher der Goryeo-Dynastie in Korea.
Er war ein Nachkomme in der siebten Generation von König Sinjong (신종) (1144–1204). Er wurde 1389 vom eigentlichen Machthaber Yi Seong-gye (이성계) zum letzten König der Goryeo-Dynastie ernannt, hatte aber wenig Macht und Einfluss. Er musste 1392 die Macht an Yi Seong-gye abgeben, der mit dem Königreich Joseon (조선) die Joseon-Dynastie (조선 왕조) gründete und posthum den Titel Taejo bekam.